# Pachyopsis calceus
Pachyopsis calceus är en insektsart som beskrevs av Kramer 1963. Pachyopsis calceus ingår i släktet Pachyopsis och familjen dvärgstritar. Inga underarter finns listade i Catalogue of Life.